# Elite (Schönau)
Elite is een Duits historisch merk van motorfietsen.
De bedrijfsnaam was: Elite Werke A.G, Brand-Erbisdorf, later Elite Diamant Werke AG, Siegmar-Schönau.
Het merk Diamant ontstond al in 1903 en fuseerde in 1906 met de autofabriek Elite. Vanaf 1923 ging men - nadat de automobielproductie was gestaakt - onder de naam Elite motorfietsen maken.
Van 1926 tot 1928 bouwde men modellen van 348 en 498 cc met Kühne-kopklepmotoren. Later nam Opel het merk over en bouwde men 498cc-Neander-Opels. Na 1931 werden uitsluitend fietsen met Fichtel & Sachs-hulpmotoren van 75 en 100 cc gemaakt. De Tweede Wereldoorlog maakte ook aan deze productie een einde.
Er bestond nog een merk met deze naam: zie Elite (Luik).